# Aymard de Cluny
Pour les articles homonymes, voir Aymard.
Aymard de Cluny, né en 910, fut le 3e abbé de Cluny de l'an 942 jusqu'à sa démission en l'an 954, onze ans avant sa mort le 5 octobre 965. Il fut nommé à la succession par son prédécesseur Odon de Cluny, duquel il poursuivit l'œuvre.
Devenu aveugle en 948, il nomme comme coadjuteur Mayeul, qui dirigera officiellement Cluny à la démission d'Aymard. Considéré comme bienheureux par l'Église catholique, sa mémoire est fêtée le 19 novembre.

## Biographie
L'histoire se contente souvent de garder en mémoire un abbé d'origine modeste et un abbatiat court, mais Aymard en six ans d'abbatiat réussit à augmenter considérablement les possessions et la richesse de l'abbaye de Cluny, grâce à plus de deux cent cinquante donations (Odon, en 33 ans, n'en avait obtenu que 84), principalement dans le Mâconnais, le Charolais et la Bresse.
Il faut également en retenir son attachement à l’Ecclesia cluniacensis attesté par l’acte par lequel il désigne Mayeul comme son successeur, acte garanti par plus de deux fois plus de moines que la cinquantaine que compte sans doute l’abbaye à cette époque. En agrégeant à l’élection de l’abbé de Cluny des moines venus d’autres monastères rattachés à Cluny, il en affirme l’importance sur l’ensemble de l’Ecclesia cluniacensis naissante.